# Serratella levis
Serratella levis là một loài thiêu thân thuộc họ Ephemerellidae. Loài này được tìm thấy ở Bắc Mỹ.